# Múscul bíceps braquial
El bíceps braquial (musculus biceps brachii) és un múscul localitzat al braç. Té diverses funcions, encara que les dues principals són la flexió del colze i la rotació de l'avantbraç. Els dos caps sorgeixen en l'escàpula i s'uneixen per formar un sol ventre muscular que està unit a la part superior de l'avantbraç. Mentre que al bíceps creua l'espatlla i les articulacions del colze, la seva funció principal se situa en el braç, ja que flexiona el colze i supina l'avantbraç. Tots dos moviments s'utilitzen, per exemple, quan s'obre una ampolla amb un llevataps: primer bíceps descargola el suro (supinació), a continuació, es tira del suro (flexió).
És un dels músculs més coneguts i més estudiats, atès que és força superficial i es marca en totes les persones, independentment de si són esportistes o no.

## Terminologia
El terme bíceps braquial prové del llatí i vol dir 'dos caps del braç', en referència al fet que el múscul té dos orígens diferents, però una inserció comuna, propera al colze.
La paraula «bíceps» és utilitzada tant pel singular com pel plural: la forma bícep, encara que a vegades s'utilitza, és incorrecta (en llatí el plural seria bicipites, però no s'utilitza).

## Anatomia
Proximalment, el cap curt del bíceps s'origina a l'apòfisi coracoide de l'escàpula. El tendó del cap llarg passa entre la càpsula articular del cap de l'húmer, originant-se a l'escàpula en el tubercle supraglenoidal.
Distalment, el bíceps s'insereix en la tuberositat radial, i donat que aquest os pot girar, el bíceps també supina l'avantbraç. El bíceps també s'uneix a la fàscia de part medial del braç, a l'aponeurosi bicipital (lacertus fibrosus).
Per sota del bíceps braquial trobem dos músculs addicionals: el múscul coracobraquial, que, igual que el bíceps, s'origina a l'apòfisi coracoide de l'escàpula, i el múscul braquial, que s'insereix en el cúbit i l'húmer.

## Funcions
El bíceps és triarticular, és a dir, actua sobre tres articulacions. Les funcions més importants són la flexió del colze i la supinació de l'avantbraç.
Les articulacions sobre les quals actua i les seves funcions són les següents:
- Articulació glenohumeral - Flexió.
- Articulació del colze - Flexió.
- Articulació radiocubital proximal - Supinació de l'avantbraç.

## Imatges

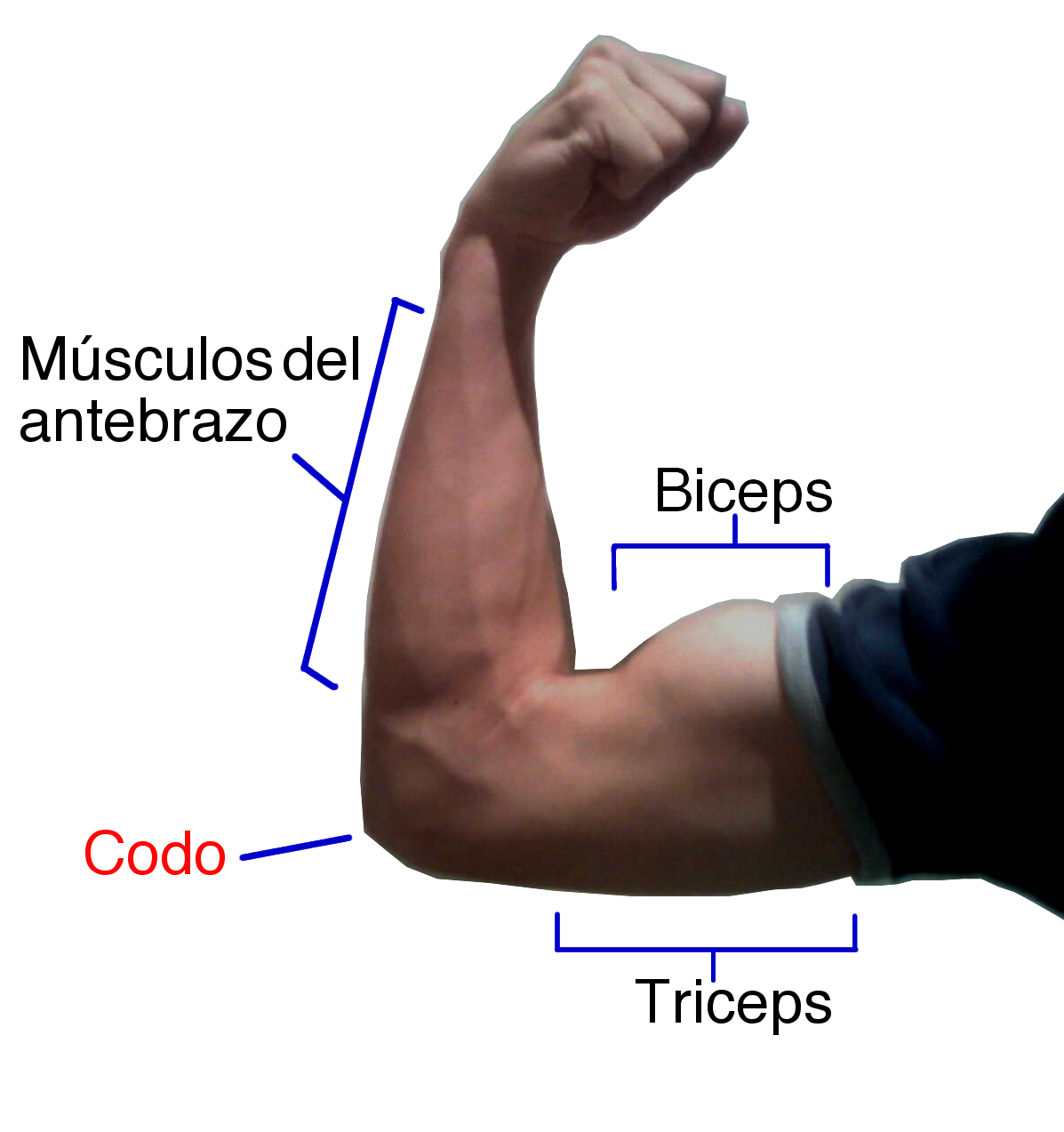
Bíceps i tríceps.
Cap curt  Cap llarg
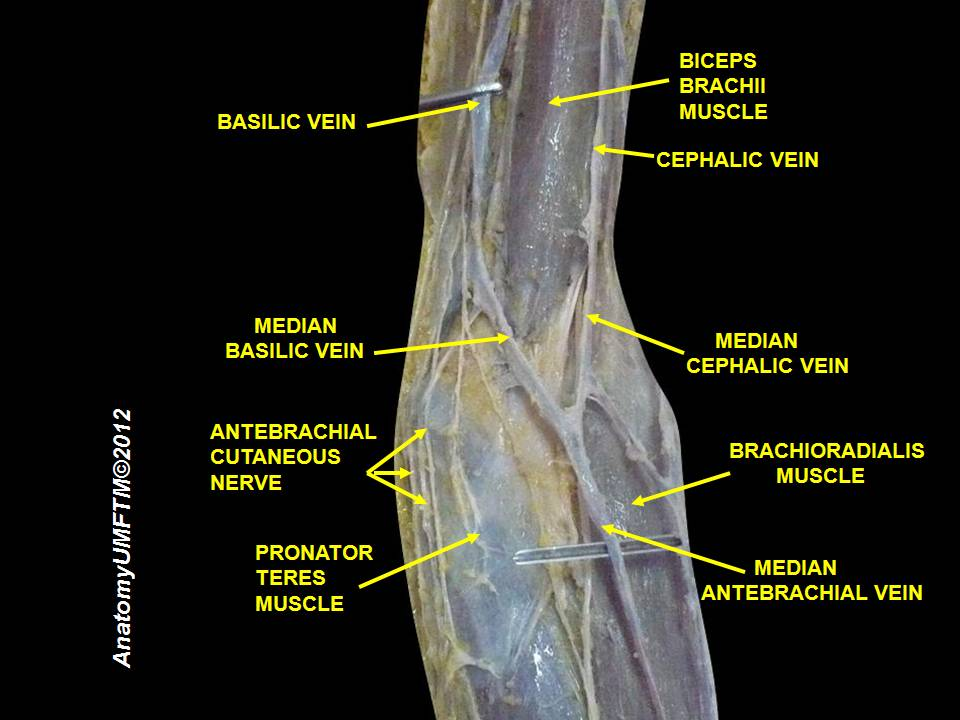
El terç mitjà i distal del múscul bíceps braquial esquerre
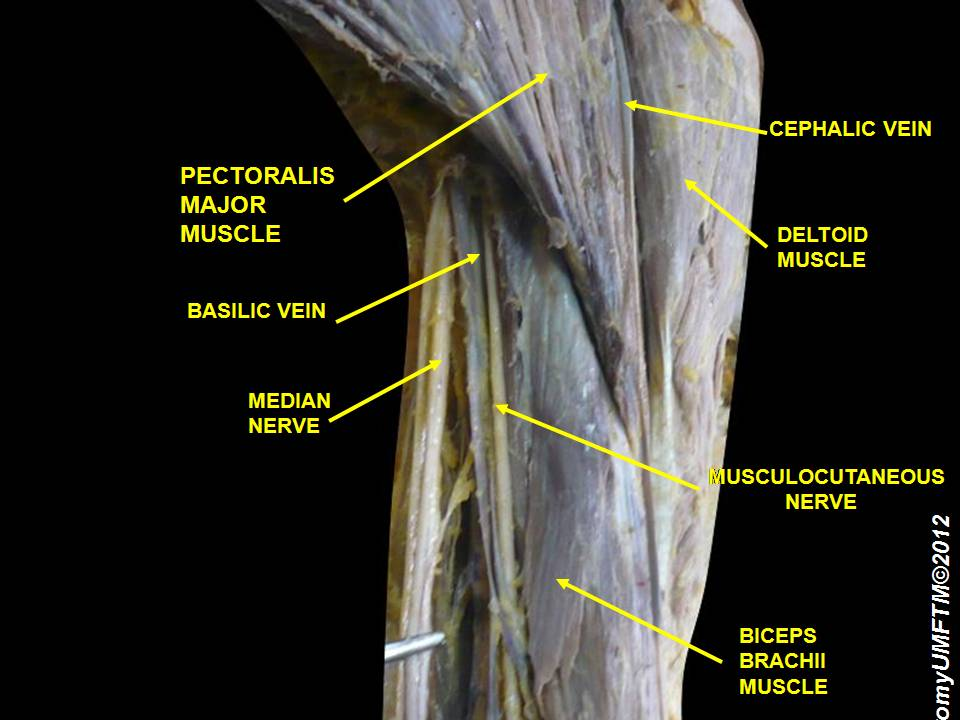
La part proximal del múscul bíceps braquial esquerre
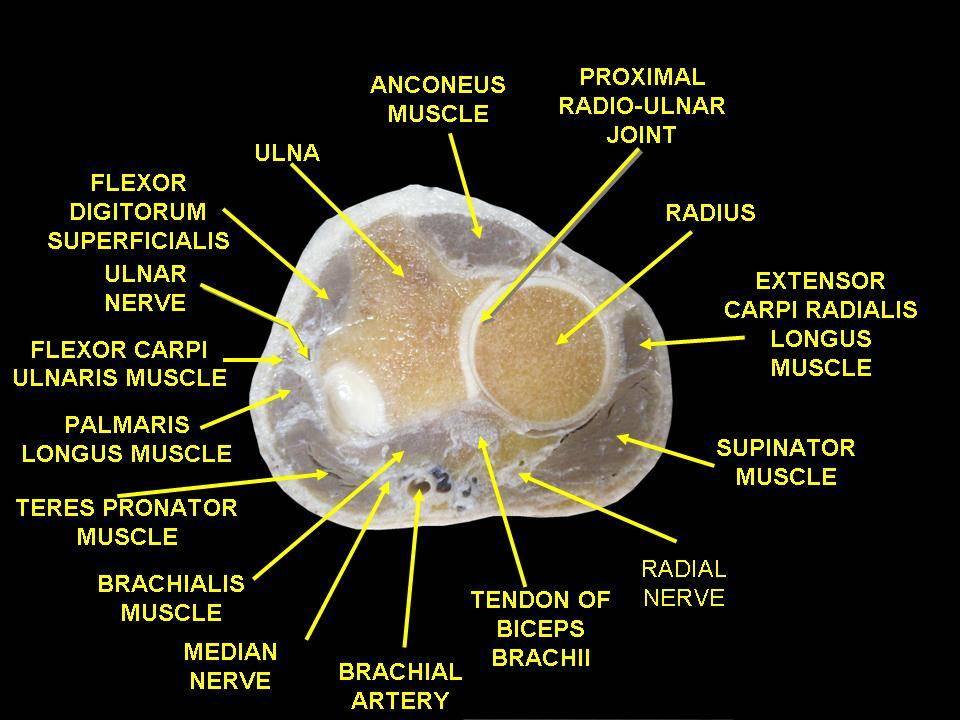
Secció transversal dels músculs de les extremitats superiors.